# Uvaria hasselti
Uvaria hasselti este o specie de plante angiosperme din genul Uvaria, familia Annonaceae, descrisă de Carl Ludwig von Blume. Conform Catalogue of Life specia Uvaria hasselti nu are subspecii cunoscute.